# William Billings
William Billings (1746 – 1800) és considerat com el primer compositor coral estatunidenc.

## Vida
William Billings va néixer (i morir) a Boston, Massachusetts. Als 14 anys, la mort del seu pare va interrompre'n l'educació formal. Per tal d'ajudar la seva família, el jove Billings va aprendre l'ofici d'adober. Possiblement va rebre formació musical de John Barry, un dels membres de cor a l'Església Nova del Sud, però majoritàriament fou autodidacta. Billings tenia un aspecte inusual i una addicció forta al rapè. Els seus contemporanis van escriure que Billings "era un home singular, de moderar mida, curt d'una cama, amb un ull, sense direcció i amb una personalitat negligent". Billings va morir en la pobresa el 26 de setembre de 1800, deixant darrere una vídua i sis nens.

## Música
La pràctica totalitat de la música de Billings va ser escrita per a cors a quatre veus, cantant a cappella. Els seus molts cants religiosos i himnes van ser publicats majoritàriament en les col·leccions, de la següent manera:
- The New-England Psalm-Singer (1770)
- The Singing Master's Assistant (1778)
- Music in Miniature (1779)
- The Psalm-Singer's Amusement (1781)
- The Suffolk Harmony (1786)
- The Continental Harmony (1794)

A vegades Billings revisava i millorava una cançó, incloent la nova versió en el següent volum.
La música de Billings pot ser de vegades contundent i enervant, com la seva cançó patriòtica "Chester"; extàtica, com en el seu himne "Africa"; o elaborada i de celebració, com en el seu "Himne de Pasqua." Aquest últim sona més aviat com un cor Handelià en miniatura, cantat a cappella.